# ФК Явор (Иваница)
„Явор Матис“ (на сръбски: Фудбалски клуб Јавор Матис Ивањица или Fudbalski klub Javor Matis Ivanjica) или просто „Явор“ (на сръбски: Јавор или Javor) е сръбски футболен клуб от Иваница, Моравишки окръг.

## История
ФК „Явор“ е основан през 1912 г. от студенти начело с Милан Радоевич. Един от най-старите клубове в Сърбия. От 2005 г. клуба има нов спонсор — фармацевтичната компания „Хабитфарм“. През сезон 2007/2008 без нито една загуба печели Перва лига и завоюва правото да участва в Суперлигата. Домашните си срещи играе на „Градски стадион“, с капацитет 4000 места.

## Предишни имена
| Години    | Име                              |
| --------- | -------------------------------- |
| 1912-2005 | „Явор“ Јавор                     |
| 2005-2010 | „Явор Хабитфарм“ Јавор Хабитфарм |
| 2010 -    | „ФК Явор“ ФК Јавор               |

## Успехи
Съюзна Република Югославия: (1992-2003)
- Втора лига (2 ниво)
  -  Победител (1): 2001/02

 Сърбия и Черна гора: (2003-2006)
- Първа лига (2 ниво)
  -  Вицешампион (1): 2004/05

 Сърбия: (от 2006)
- Сръбска суперлига
  - 4-то място (1): 2008/09

- Първа лига (2 ниво)
  -  Победител (1): 2007/08

- Купа на Сърбия
  -  Финалист (1): 2015/16

## Известни играчи
- Михайло Пиянович
- Милош Трифунович
- Иван Цветкович